# Louis Aubert
Louis Aubert (Paramé (Ille-et-Vilaine), 19 februari 1877 - Parijs, 9 januari 1968) was een Frans componist, die op het Conservatoire de Paris les in compositie kreeg van Fauré. Aubert was jarenlang muziekcriticus van Paris-Soir en muzikaal adviseur van Radio Luxembourg. Hij was docent aan de Schola Cantorum de Paris.
Men herkent in zijn oeuvre invloeden van Debussy, Fauré en Ravel. Hij kreeg eerst aandacht door zijn Fantasie voor piano en orkest uit 1899. Zijn bekendste werk is La Habanéra (voor orkest) uit 1918.
- Biblioteca Nacional de España: XX5060016
- Bibliothèque nationale de France: cb138909578 (data)
- CiNii: DA09846583
- Gemeinsame Normdatei: 134969286
- International Standard Name Identifier: 0000 0001 0902 8374
- Library of Congress Control Number: n83017036
- Base Léonore: 19800035/904/5719
- MusicBrainz: ca3ec3e2-a71d-4486-9a88-86f13451b7aa
- Bibliotheek van het Japanse parlement: 00519671
- Nationale Bibliotheek van Tsjechië: xx0155174
- Nationale Bibliotheek van Israël: 987007274412205171
- Nederlandse Thesaurus van Auteursnamen: 079561519
- LIBRIS: 211366
- SNAC: w61v6t90
- Système universitaire de documentation: 057452199
- Trove: 1175918
- Virtual International Authority File: 54331637
- WorldCat: E39PBJj4qgbFCmCwDw3J3yH3cP